# Emdrup Station
Emdrup Station er en S-togsstation i bydelen Emdrup i den nordvestlige del af Københavns Kommune. Stationen ligger på Hareskovbanen på S-togs-netværket i København.

## Historie
Der havde tidligere eksisteret en station af samme navn lidt nordligere ved Emdrupvej, oprettet da banen blev blev indviet som den private København-Slangerup Banen 20. april 1906. Stationen blev nedlagt for persontog 31. marts 1948, i forbindelse med at banen blev overtaget af DSB dagen efter, mens godsbetjeningen ophørte 28. september 1974. Den nuværende station mellem Emdrupvej, Banebrinken og Tuborgvej blev indviet i forbindelse med banens omstilling til S-bane 25. september 1977.

## Beskrivelse
Stationen består af to spor uden vigespor, med perron på hver side forsynede med tagdækket åbent venteskur (halvtag). Forbindelse mellem de to perroner sker via en trappe og gangbro. Endvidere er der adgang til perronerne for cykler og barnevogne via asfalterede ramper.
Emdrup ligger i bydelen Emdrup i København. Bydelen, der består både af enfamiliehuse og etagehuse, ligger vest for stationen. Mod sydøst ligger en skole og en højskole (tidligere seminarium) og mod nordøst bydelen Dyssegård, hvis egen station ligger i denne bydels nordlige del.

## Galleri
- Wikimedia Commons har flere filer relateret til Emdrup Station

- Sydenden af stationen med gangbro og bro for Tuborgvej.
- Rampe til cykler, barnevogne mv.
- Nordenden af stationen med gangbro til Banebrinken og Emdrupvej.
- Linje A der tidligere betjente stationen.

## Antal rejsende
Ifølge Østtællingen var udviklingen i antallet af dagligt afrejsende med S-tog:
| År   | Antal | År   | Antal | År   | Antal | År   | Antal |
| ---- | ----- | ---- | ----- | ---- | ----- | ---- | ----- |
| 1957 | -     | 1974 | -     | 1991 | 1.842 | 2001 | 2.087 |
| 1960 | -     | 1975 | -     | 1992 | 2.046 | 2002 | 2.083 |
| 1962 | -     | 1977 | 652   | 1993 | 2.004 | 2003 | 2.044 |
| 1964 | -     | 1979 | 1.629 | 1995 | 2.114 | 2004 | 2.212 |
| 1966 | -     | 1981 | 1.980 | 1996 | 1.729 | 2005 | 1.925 |
| 1968 | -     | 1984 | 1.915 | 1997 | 1.978 | 2006 | 2.254 |
| 1970 | -     | 1987 | 1.662 | 1998 | 2.067 | 2007 | 2.759 |
| 1972 | -     | 1990 | 1.973 | 2000 | 2.114 | 2008 | 2.092 |